# Большая Балыклы
Большая Балыклы' — река в России, протекает по Федоровскому району Башкортостана. Длина реки составляет 23 км.
Начинается на окраине небольшого леса юго-восточнее села Акбулатово. Течёт по открытой местности на юго-восток через сёла Балыклыбашево и Каралчик, затем на восток до села Балыклы. В дальнейшем имеет южное направление течения. Устье реки находится в 116 км по левому берегу реки Ашкадар в селе Сергеевка. На реке имеется два крупных пруда.
Основные притоки — речки Шумурла и Мусакуль — впадают слева.

## Данные водного реестра
По данным государственного водного реестра России относится к Камскому бассейновому округу, водохозяйственный участок реки — Белая от города Салавата до города Стерлитамака, речной подбассейн реки — Белая. Речной бассейн реки — Кама.
Код объекта в государственном водном реестре — 10010200512111100018205.